# Stenothemus bezdeki
Stenothemus bezdeki là một loài bọ cánh cứng trong họ Cantharidae. Loài này được Svihla miêu tả khoa học năm 2004.